# 비봉초등학교 군량분교
비봉초등학교 군량분교는 강원도 양구군 양구읍 군량리에 있었던 분교이다.

## 연혁
- 1954. 8. 5 군량국민학교 설립인가
- 1985. 3. 1 비봉국민학교 군량분교장 개편
- 1996. 1. 1 비봉초등학교 군량분교장 교명 변경
- 1999. 9. 1 학교 폐지(비봉초등학교에 통폐합)